# Odelya Halevi
Odelya Halevi (hebrejski: אודליה הלוי); Roš HaAjin, Izrael; 12. veljače 1989.) je izraelska glumica.
Odelya Halevi najpoznatija je po ulozi pomoćnice okružnog tužitelja Samantha Maroun u televizijskoj seriji Zakon i red. Također je glumila lik Angelica u televizijskoj seriji Pleasant Jobs. Glumila je i u televizijskim serijama kao što su Good Girls Revolt, Mike & Molly, New Girl, NCIS, MacGyver (2016) i Why Women Kill.

## Vanjske poveznice
- Odelya Halevi u internetskoj bazi filmova IMDb-u (engl.)